# Göran Lundqvist
Göran Carl Oscar "Krax" Lundqvist (även noterad som Lundqvist), född 4 augusti 1941 i Stockholm, är ordförande för Vin & Sprithistoriska museet (efter beslut 2011 omvandlat till Spritmuseum). Han är en svensk före detta barnskådespelare och simhoppare. Senare har han arbetat som direktör hos Vin & Sprit.

## Biografi
Göran Lundqvist är son till vissångerskan Margareta Kjellberg och kapten Carl Lundqvist. Han medverkade åren 1953–1957 som skådespelare i sju svenska långfilmer, bland annat flera regisserade av Ingmar Bergman.
Under 1960-talet var han aktiv som simhoppare på elitnivå. Bland annat deltog han i OS 1960 och 1964, och som bäst nådde han vid 23 års ålder en femteplats i svikthopp (1964). Under tiden som idrottare var han känd via smeknamnet "Krax".
Under tiden som aktiv simhoppare tävlade Göran Lundqvist för Stockholms KK.
Efter avslutad idrottskarriär påbörjade Lundqvist en karriär inom näringslivet. Åren 1995–2001 var han chef för affärsområdet The Absolut Company inom den statliga alkoholgrossisten Vin & Sprit. Därefter har han bland annat varit ordförande för Stiftelsen Vin & Sprithistoriska Museet.

## Filmografi
- 1953 – Gycklarnas afton
- 1953 – Marianne
- 1953 – Göingehövdingen
- 1954 – En lektion i kärlek
- 1955 – Stampen
- 1956 – Sista paret ut
- 1957 – Smultronstället

## Idrottsmeriter
- Sommar-OS 1960 – 14:e plats i svikthopp (3 m; finalpoäng: 91,23)[8]
- Sommar-OS 1960 – 11:e plats i höga hopp (10 m; finalpoäng: 90,86)[9]
- Sommar-OS 1964 – 5:e plats i svikthopp (3 m; finalpoäng: 138,65)[10]